# Ysos
Ne doit pas être confondu avec Yzosse
Ysos ou Ysos Beats, de son vrai nom Antoine de Maynard, né le 29 juin 1998, est un producteur de musique, compositeur, vidéaste web et beatmaker français.
Il se fait connaître en 2019 pour avoir composé pour des artistes comme Ninho, Hatik, Jul ou encore Scylla,.

## Biographie

### Origine du pseudonyme
Antoine a choisi son pseudonyme "Ysos" lorsqu'il a commencé la musique. Inspiré de Dionysos, dieu de l'ivresse et de la fête, dont il aime l'image, ce pseudonyme fait écho avec l'ivresse créative qu'il retrouve en composant.

### Débuts
Ysos commence la musique alors qu'il est en classe de sixième avec le logiciel Magix Music Maker sur PC. Il commence la production de musique à l'âge de 14 ans.

## Vie privée
Ysos est originaire de Lyon.

## Distinctions
En mars 2021, il obtient un single de diamant avec Ninho sur le titre Zipette,.

## Discographie

### Collaborations artistiques:
- 2019 : TVRF de Hatik
- 2019 : Toujours de Scylla
- 2019 : Sale Hyène de Scylla
- 2019 : Fauves de Scylla
- 2019 : Mufasa de Scylla
- 2019 : On Voyage de Gambino
- 2019 : Grand Casino de Scylla
- 2020 : Juge de D.Ace et Davodka
- 2020 : Douce Folie de Usky et Doxx
- 2020 : Zipette de Ninho Diamant[10]
- 2020 : Condamné de Dibson
- 2020 : Souvenir de Shotas et Skaodi
- 2020 : Condamné de Lim's
- 2020 : Gâchette R8 de BKL et Cheu-B
- 2020 : La Passat de Jul Or[11]
- 2020 : SLT de Noname
- 2020 : Elle menait la dance de Squeezie
- 2020 : Impliqué de Pso Thug & Rk
- 2020 : 16i de 4Keus
- 2020 : Manipulé de 4Keus
- 2020 : Oh Pardon de Le Motif
- 2020 : Tout ce qu'il me plait de Doxx
- 2020 : Mort de rire de Kikesa
- 2021 : Mghayer de ElGrandeToto
- 2021 : Ceci Cela de Youv Dee
- 2021 : Le Sang de Sasso
- 2021 : Intro de Bolémvn
- 2021 : 244 de Bolémvn
- 2021 : Zoner de Bolémvn
- 2021 : GUCCINIKE (SANKAHARA#6) de Bolémvn
- 2021 : Swipe Up de Bolémvn
- 2021 : Soirée Pyjama de Jok'Air, Bolémvn & Connexion
- 2021 : C'est Fini de Kodes
- 2021 : Le sang de Sasso
- 2021 : Chouchou des nanas de Cheu-B
- 2021 : Amour et Violence de USKY
- 2021 : Bendo de Tismo
- 2021 : Anita de Gambino
- 2021 : C'est la rue de Mehdi Yz
- 2021 : Ça va aller de Pidi
- 2022 : Cramé de Yaro
- 2022 : Glow Up de Kanoé
- 2022 : Bestie de Haristone
- 2022 : 1 à 10 (Ca sur mesure) de Leto & Guy2bezbar
- 2022 : Plan Cash de Seven Binks, Koba la D, Bolémvn, 2zé & Fresh La Douille
- 2023 : Came A Long Way de ZEO 水神

### Compositions originales:
- 2020 : Kirua feat. Haristone
- 2020 : Comme Un Wesh feat. Bolémvn
- 2021 : Tout va bien feat.  Rémy
- 2021 : Pas la peine feat. Youv Dee
- 2021 : Changé feat. Kodes
- 2021 : Émotions feat. Kaza
- 2021 : Vénus feat. Bolémvn
- 2021 : Pas la peine feat. Youv Dee
- 2021 : 5 Étoiles feat. Cheu-B
- 2022 : Beldia feat. Zedon
- 2022 : Dinero feat. La Pepite & Pirate
- 2022 : Laisser Ça feat. Davy One
- 2022 : Pyrenex feat. Sto
- 2023 : Cesta Je CIel feat. Alan Murin
- 2023 : Rare feat. Momo
- 2023 : Every Night feat. Matek
- 2023 : Zero Sensation feat. PaulVitesse!
- 2023 : Ma Go feat. Yakuzian
- 2025 : Tunnel Vision feat. Araujo

#### Apparitions sur d'autres projets:
- 2021 : Ça va Renter sur le single de (Jewel Ussain en feat avec Ysos)
- 2022 : Dinero sur le single de (La pépite en feat avec Pirate et Ysos)
- 2022 : 3 Zèbres sur le single de (Kronomuzik, Pandrezz et Ronare en feat avec Ysos)
- 2023 : Saint-Pierre sur le single de (Kid Exotic en feat avec Ysos)
- 2023 : Voler sur le single de (STAB en feat avec Ysos)